# هدبانية
الهدبانية (الاسم العلمي: Tricholomataceae) هي فصيلة من الفطريات تتبع رتبة الغاريقونيات من طائفة الغاريقوناويات.

## أجناس
- الهدبان
- الرطبان
- الحدرجية